# Cầu Ninh Bình

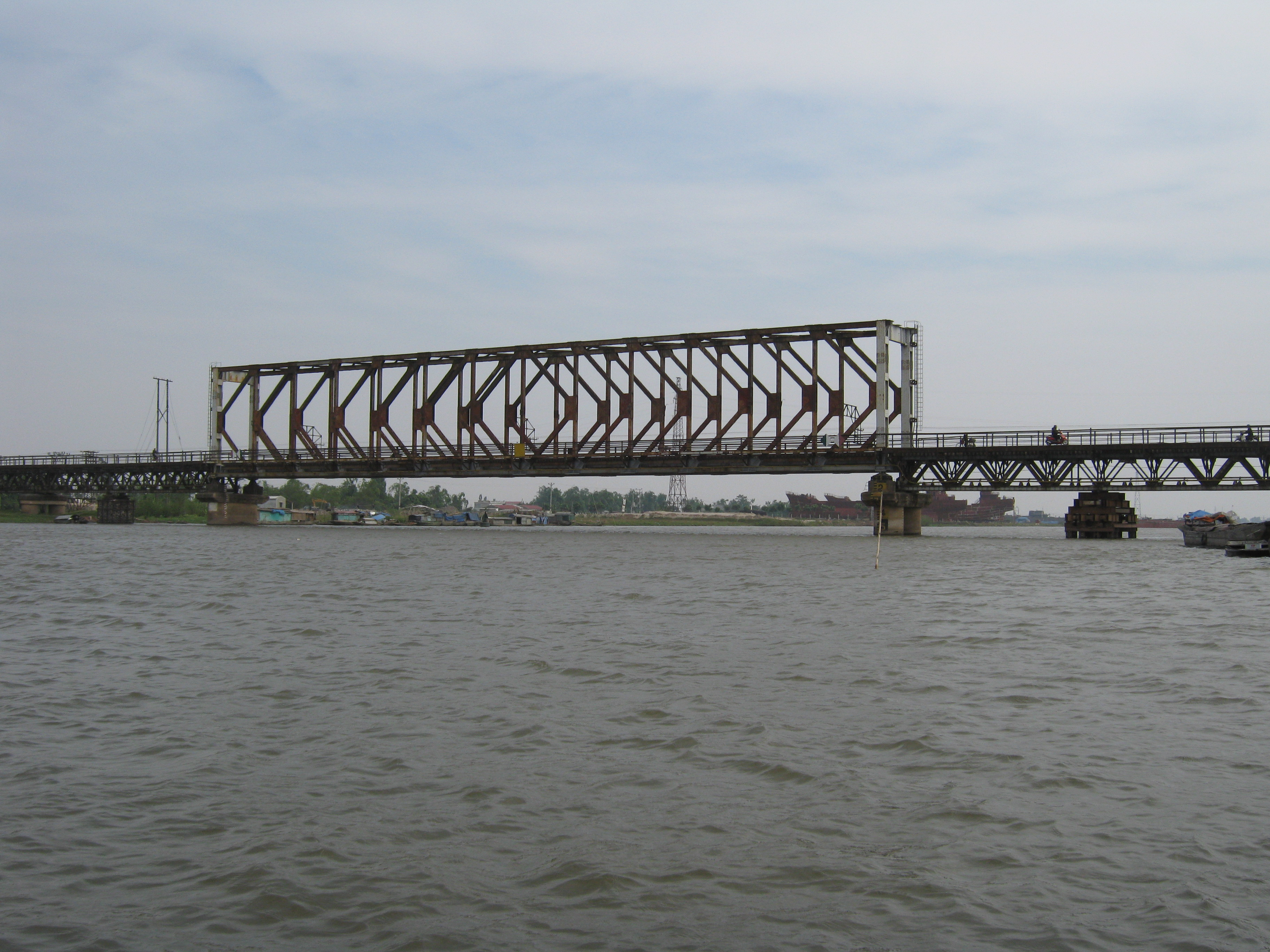
Cầu Ninh Bình năm 2009 nhìn từ chân núi Non Nước

Cầu Ninh Bình hiện là một cặp gồm 2 cầu thép nằm song song và cách nhau 30m thuộc tuyến đường sắt Bắc Nam, khởi đầu từ ga Hà Nội (Hà Nội) đến Ga Sài Gòn (Thành phố Hồ Chí Minh). Cầu bắc qua sông Đáy nối giữa thành phố Hoa Lư (Ninh Bình) và huyện Ý Yên (Nam Định).

## Đặc điểm
Cầu sắt Ninh Bình cũ dài gần 1km, nằm trên lý trình km 113 trên tuyến đường sắt Bắc Nam. Cầu được chế tạo bằng dầm thép bu lông cường độ cao của Trung Quốc. Cầu có 4 nhịp đè lên 3 trụ trong sông và 2 đầu mối, nhịp giữa có khẩu độ lớn, nằm ở giữa dòng chảy sông Đáy có hệ kết cấu khung được đẩy lên phía trên cầu tạo khoảng rộng để tàu lớn qua lại. Kiến trúc nhịp chính này nhìn xa giống 6 chữ K ngược và 6 chữ K xuôi nằm liền nhau cao 7 m so với mặt cầu tạo nên vẻ đẹp phù hợp với phong cảnh khu vực núi Non Nước nhìn từ hạ lưu sông Đáy. Ngày nay các đôi bạn trẻ ở Ninh Bình và Nam Định thường ra đây để chụp ảnh cưới.
Cầu sắt Ninh Bình mới được xây dựng mới cách cầu cũ khoảng 30m về phía hạ lưu, bao gồm 3 nhịp dầm vòm thép chiều dài mỗi nhịp 75m và 22 nhịp dầm hộp BTCT dự ứng lực chiều dài mỗi nhịp 33m. Cầu có hệ thống mố, trụ bằng bê tông cốt thép trên móng cọc khoan nhồi. Kiến trúc tầng trên đường sắt gồm ray 50N Nhật Bản hàn dài, liên kết trực tiếp vào dầm thép và đặt trên tà vẹt liên kết trực tiếp với bản bê tông của dầm bê tông cốt thép dự ứng lực không đá ba lát giúp tàu chạy êm thuận, ít rung lắc.
Gần cầu Ninh Bình khoảng 400m ngược dòng sông Đáy là cầu Non Nước trên quốc lộ 10 được thông xe năm 2002. Cầu Ninh Bình ngoài vai trò để tàu vượt sông có hành lang cho người đi xe thô sơ và đi bộ, từ khi khánh thành cầu Non Nước dành cho đường ô tô và xe gắn máy thì lưu lượng giao thông qua cầu Ninh Bình giảm đáng kể.
Cầu Ninh Bình ngay gần chân núi Non Nước - di tích quốc gia đặc biệt với cuộc đời và sự nghiệp của danh sĩ Trương Hán Siêu thời Trần và anh hùng Lương Văn Tụy trong kháng chiến chống Pháp. Từ trên cầu có thể ngắm hòn núi đẹp như một hòn non bộ tự nhiên duyên dáng soi mình xuống ngã ba sông Vân vào sông Đáy.

## Ga Ninh Bình
Ngay dưới đầu cầu hữu ngạn sông Đáy là Ga Ninh Bình cũ, hiện vẫn được sử dụng phụ trợ cho ga Ninh Bình mới được khánh thành tháng 6/2015 gần đó. Ga là điểm đón, trả khách và hàng hóa của các đoàn tàu. Nhà Ga thành phố Hoa Lư hiện nay là một Ga lớn về quy mô. Ga nằm trên vùng đất có bề dày về lịch sử văn hóa và tiềm năng du lịch. Trước mặt ga là núi Cánh Diều, tên chữ núi Ngọc Mỹ Nhân - cô gái đẹp như ngọc. Sau lưng nhà ga là dòng sông Vân Sàng - tức sông Giường Mây, cái tên được đặt để "kỷ niệm" cuộc gặp gỡ giữa Lê Hoàn - Lê Đại Hành đi đánh trận trở về, gặp Hoàng hậu Dương Vân Nga ngồi thuyền rồng ở sông đón ông. Thời kỳ kháng chiến chống Pháp, nhà ga đóng chặt cửa. Quân Pháp ở nhà thờ Ninh Bình ngay bên cạnh nhà ga. Kháng chiến chống Mỹ, ga Ninh Bình gồng mình chịu những trận bom cực kỳ ác liệt. Ga Ninh Bình ngẩng cao đầu, Đèn nhà ga vẫn sáng, dẫu là ánh sáng le lói. Tiếng còi tàu vẫn âm âm dội vào vách núi Cánh Diều và mấy trăm bánh sắt vẫn lăn đều trên hai đường ray, đi qua nhà ga, kéo một hồi còi, để rồi "xình xịch" chạy về ga Cầu Yên, ga Ghềnh, ga Đồng Giao... Tàu chở quân, chở lương thực, chở vũ khí, chở quân trang. Đoàn tàu thống nhất qua Cầu Ninh Bình và Ga Ninh Bình được miêu tả trong thơ:
"Tàu đi dưới trận mưa bom;
Tiếng còi âm vọng nước non Ninh Bình".

## Cải tạo
Ngày 6/4/2012, tại thành phố Ninh Bình (nay là thành phố Hoa Lư), Ban Quản lý các dự án đường sắt RPMU đã tổ chức Lễ động thổ Gói thầu xây lắp CP1A thuộc Dự án Nâng cấp an toàn cầu đường sắt trên tuyến đường sắt Thống Nhất. Gói thầu xây lắp CP1A là gói thầu lớn nhất thuộc Dự án Nâng cao an toàn cầu đường sắt trên tuyến ĐS Hà Nội - Thành phố Hồ Chí Minh, với tổng mức kinh phí đầu tư khoảng 1.200 tỷ đồng. Gói thầu CP1A gồm 3 hạng mục chính: xây dựng cầu đường sắt Ninh Bình mới bắc qua sông Đáy với chiều dài hơn 1.000 m, gồm 3 nhịp vòm thép và 22 nhịp cầu dẫn dầm bê tông dự ứng lực (cách cầu Ninh Bình cũ 30 m về phía hạ lưu; xây dựng Ga Ninh Bình mới cùng với các công trình phụ trợ phục vụ chạy tàu (gồm: nhà ga 2 tầng, quảng trường, vườn hữu nghị Việt - Nhật, bãi xếp dỡ hàng hóa, đề-pô bảo dưỡng đầu máy toa xe); xây dựng cầu đường bộ vượt đường sắt phía Nam Ga Ninh Bình mới có chiều dài 421 m, kết cấu dầm bê tông dự ứng lực chiều rộng 12 m. Thời gian thi công Gói thầu xây lắp CP1A là 36 tháng kể từ ngày động thổ và 12 tháng bảo hành .